# Бузове (Чугуївський район)
Бузове́ — село в Україні, у Вовчанській міській громаді Чугуївського району Харківської області. Населення становить 71 осіб. До 2020 орган місцевого самоврядування — Різниківська сільська рада.

## Географія
Село Бузове знаходиться на початку балки Бузів Яр, по балці протікає пересихаючий струмок на якому зроблено загата. За 2 км розташоване село Сердобине, за 6 км — село Різникове, за 2 км знаходиться село Бузове Друге (ліквідоване в 1997 р.).

## Історія
12 червня 2020 року, відповідно до Розпорядження Кабінету Міністрів України  № 725-р «Про визначення адміністративних центрів та затвердження територій територіальних громад Харківської області», увійшло до складу Вовчанської міської громади.
19 липня 2020 року, в результаті адміністративно-територіальної реформи та ліквідації Вовчанського району, село увійшло до складу Чугуївського району.